# Planinska Jama
Planinska Jama (dawn. slav. również Malograjska jama; niem. Kleinhäusel Höhle) – jaskinia w Słowenii, w Masywie Javorniki.
Planinska Jama zawiera bogatą i różnorodną, miejscami dużych rozmiarów, kalcytową szatę naciekową. Jaskinia posiada 2 ciągi obszernych korytarzy łączących się ok. 0,5 km od otworu.